# Sideroxylon confertum
Sideroxylon confertum là một loài thực vật thuộc họ Sapotaceae. Đây là loài đặc hữu của Cuba. Chúng hiện đang bị đe dọa vì mất môi trường sống.